# L'Eau qui dort (film, 1920)
Pour les articles homonymes, voir L'Eau qui dort.
Pour plus de détails, voir Fiche technique et Distribution.
L'Eau qui dort  (The Turning Point) est un film muet américain réalisé par J. A. Barry et sorti en 1920.
Le film est l'adaptation du roman de Robert W. Chambers The Turning Point, publié en feuilleton dans Cosmopolitan de décembre 1911 à mai 1912.

## Fiche technique
- Titre : L'Eau qui dort
- Titre original : The Turning Point
- Réalisation : J. A. Barry
- Scénario : d'après le roman de Robert W. Chambers The Turning Point
- Photographie : Joseph Brotherton
- Montage :
- Producteur : Katherine MacDonald
- Société de production : First National Pictures
- Société de distribution : First National Exhibitors' Circuit
- Pays d'origine :  États-Unis
- Langue : film muet avec les intertitres en anglais
- Format : Noir et blanc — 35 mm — 1,33:1 — Muet
- Genre : drame
- Durée : 62 minutes
- Date de sortie : 
  - États-Unis : 2 février 1920

## Distribution
- Katherine MacDonald : Diana Tennant
- Leota Lorraine : Silvette Tennant
- Nigel Barrie : James Edgerton
- William V. Mong : Mr. Rivett
- Bartine Burkett : Christine Rivett
- William Clifford : col. Follis Curmew
- William Colvin : Jerry
- Kenneth Harlan : Jack Rivett
- Walter Hiers : Billy Inwood
- Marion McDonald : Maid
- Hedda Nova : Mme Wemyss
- Edith Yorke : Mme Rivett